# NGC 6150B
NGC 6150B في الفهرس العام الجديد، هي مجرة، تقع في كوكبة الجاثي. اكتشفت بواسطة ويليام هيرشل.

## روابط خارجية
- NGC 6150B على موقع ويكي سكاي: DSS2, SDSS, GALEX, IRAS, Hydrogen α, X-Ray, Astrophoto, Sky Map, Articles and images